# 多摩川站
多摩川站（日语：／ Tamagawa eki */?）是一個位於東京都大田區田園調布一丁目，屬於東急電鐵的鐵路車站。

## 停靠路線
在軌道名稱上，此站只有東橫線與東急多摩川線2條路線停靠。但是東橫線的田園調布站－日吉站之間的複複線是由東橫線列車與目黑線列車使用，在旅客資訊上視為兩個不同的路線停靠。因此，在旅客資訊上此站是東橫線、目黑線、東急多摩川線3條路線的轉乘站。3條路線各有車站編號，東橫線是TY09、目黑線是MG09、東急多摩川線是TM01。

## 歷史
- 1923年（大正12年）3月11日 - 目黑蒲田電鐵目黑 - 丸子站（現沼部）區間通車，多摩川站啟用[3]。
- 1926年（大正15年）
  - 1月1日 - 車站往目黑方向移動，站名改稱丸子多摩川站[4][3][5]，月台為3面4線配置[6]。
  - 2月14日 - 東橫線通車[5][6]。
- 1931年（昭和6年）1月1日 - 以附近的「多摩川園遊園地」更名為多摩川園前站[5][6]。
- 1935年（昭和10年）7月 - 廢除站內平交道，新建地下通道[5]。
- 1977年（昭和52年）12月16日 - 站名改稱多摩川園站[5][6]。之後多摩川園遊園地在1979年（昭和54年）6月閉園し[3]。
- 1988年（昭和63年）11月 - 田園調布 - 多摩川間改良工程動工[7]。
- 1997年（平成6年）6月 - 改良工程完工[7]。
- 2000年（平成12年）8月6日 - 目蒲線分割為目黑線、東急多摩川線，站名改為多摩川站[5][6][8]。並成為東橫線急行停靠站。

### 站房改良
1988年11月至1997年6月，因東橫線複複線化事業的一環，進行田園調布 - 多摩川間改良工程，本站站房進行大規模改造。
東橫線與目蒲線是兩條不同線路，其中田園調布與多摩川（當時名為多摩川園）之間是呈現複複線的形式，且兩站皆為3面4線形態。改良工程後，兩站月台改為2面4線構造。目蒲線從本站往沼部方向至多摩川第一平交道之間是平緩的下坡。東橫線月台往橫濱方向是連結多摩川橋梁的急轉彎，車輛在此須減速慢行。另外，上行線最後一輛車廂會在傾斜狀態下停靠月台，對於乘客上下車也十分危險。
隨著複複線化事業進行，目蒲線從本站分割，目黑方向改為與東橫線採取同方向同月台設計，月台位置往田園調布移動50公尺，改建為高架月台2面4線構造，消除過去的急轉彎月台，蒲田方向則新建1面2線的地下月台。目蒲線的地下線路替換工程在一夜完成。
靠近多摩川橋梁的東京都道11號大田調布線（多摩堤通）鐵路橋高度僅有3.3公尺，也在本次工程中進行改良。
此改良工程最初未規劃在田園調布、多摩川兩站設置電梯，但在地方居民的請願下增設，開啟了日本鐵道站的無障礙化浪潮。
由於多摩川橋梁改建、增設工程（1997年12月完成）與新丸子⇔武藏小杉間增線工程（2000年9月完成）先行完成，在2000年8月6日目黑線通車以前，目蒲線暫時使用新的地下站，可直通田園調布方向。該線路在之後作為連絡線使用。

## 車站結構
本站為高架的2面4線島式月台與地下1面2線組成的車站。高架的部份，外面2線是東橫線，內側2線是目黑線，地下2線則為東急的多摩川線。目黑線月台已設置月台門。
廁所在付費區內。電梯設於月台的橫濱、蒲田側，連通高架月台與地下月台。
站房在高架下，設有一處剪票口，出入口分為東口、西口、南口。
東橫線、目黑線月台在彎道上，月台間隙較大。

### 月台配置
| 月台 | 路線         | 方向 | 目的地                                                                    |
| ---- | ------------ | ---- | ------------------------------------------------------------------------- |
| 1    | 東橫線       | 下行 | 武藏小杉、橫濱、 港未來21線 元町·中華街、 東急新橫濱線 新橫濱、二俁川方向 |
| 2    | 目黑線       | 下行 | 武藏小杉、日吉、 東急新橫濱線 新橫濱、二俁川方向                          |
| 3    | 目黑線       | 上行 | 目黑、南北線 赤羽岩淵、 埼玉高速鐵道線 浦和美園、三田線 西高島平方向      |
| 4    | 東橫線       | 上行 | 澀谷、副都心線 池袋、 池袋線 所澤、 東上本線 川越市方向                   |
| 5、6 | 東急多摩川線 | -    | 下丸子、蒲田方向                                                          |

（來源：東急電鐵:車站構內圖 （页面存档备份，存于））

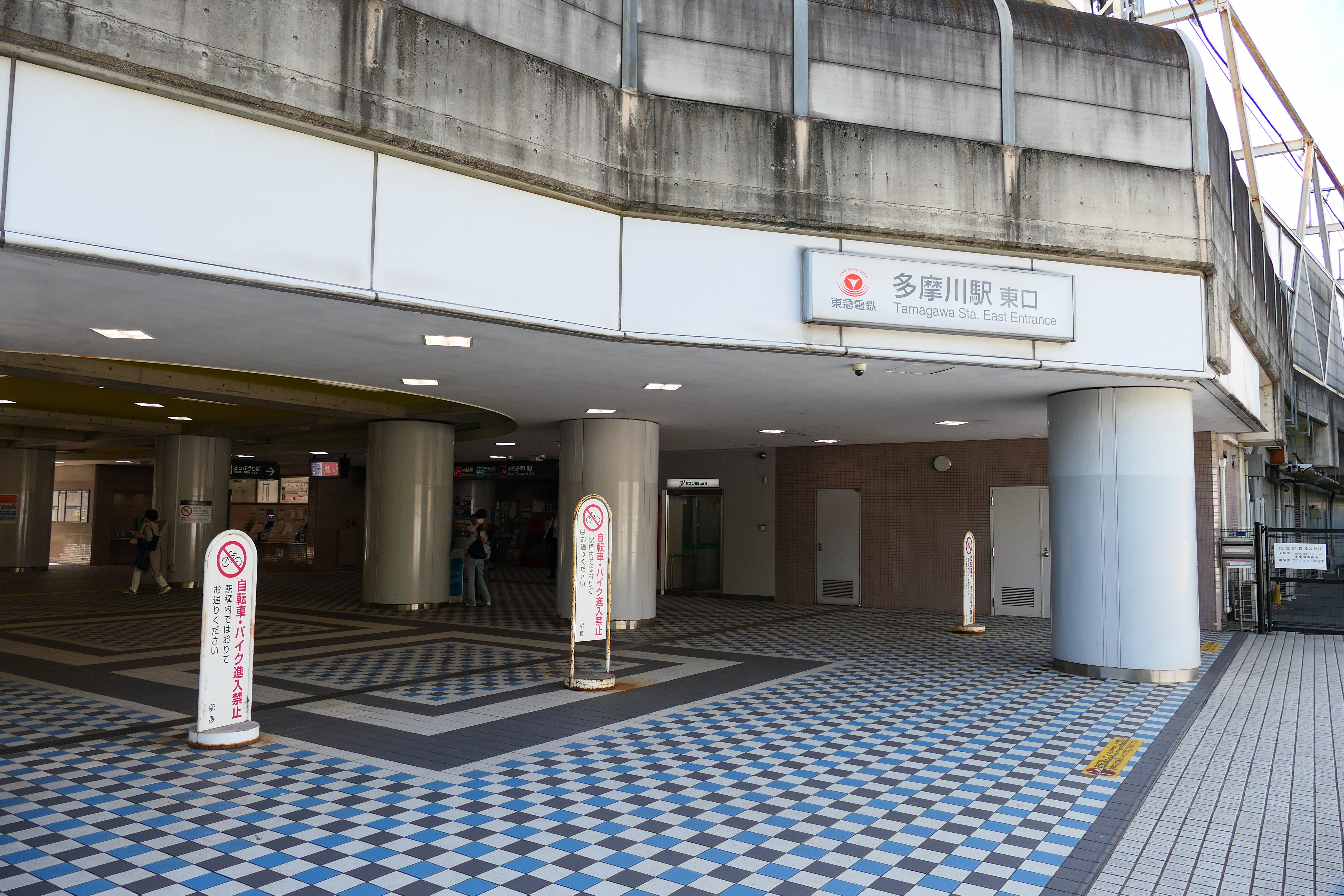
東口（2023年4月）
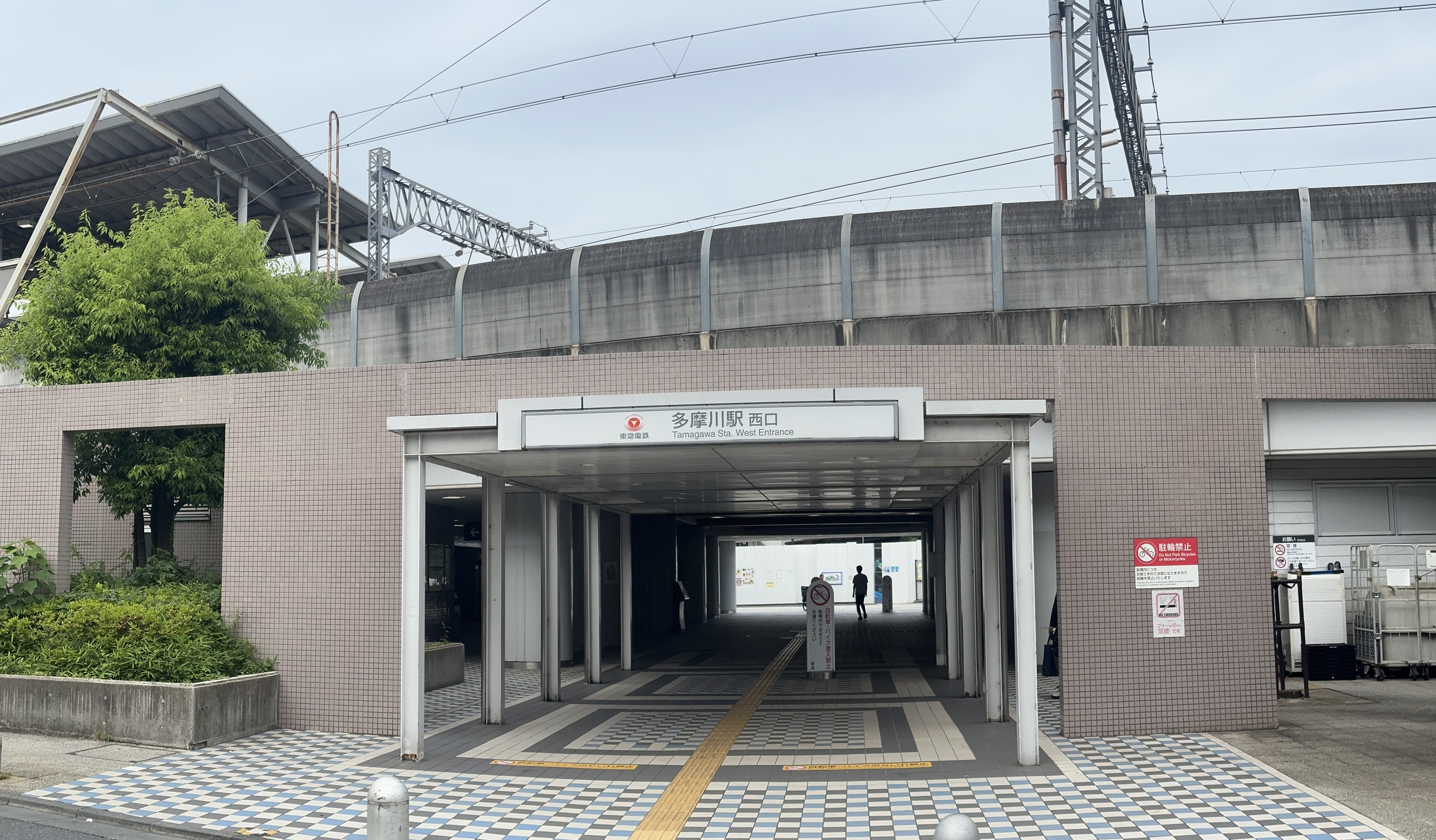
西口（2024年5月）
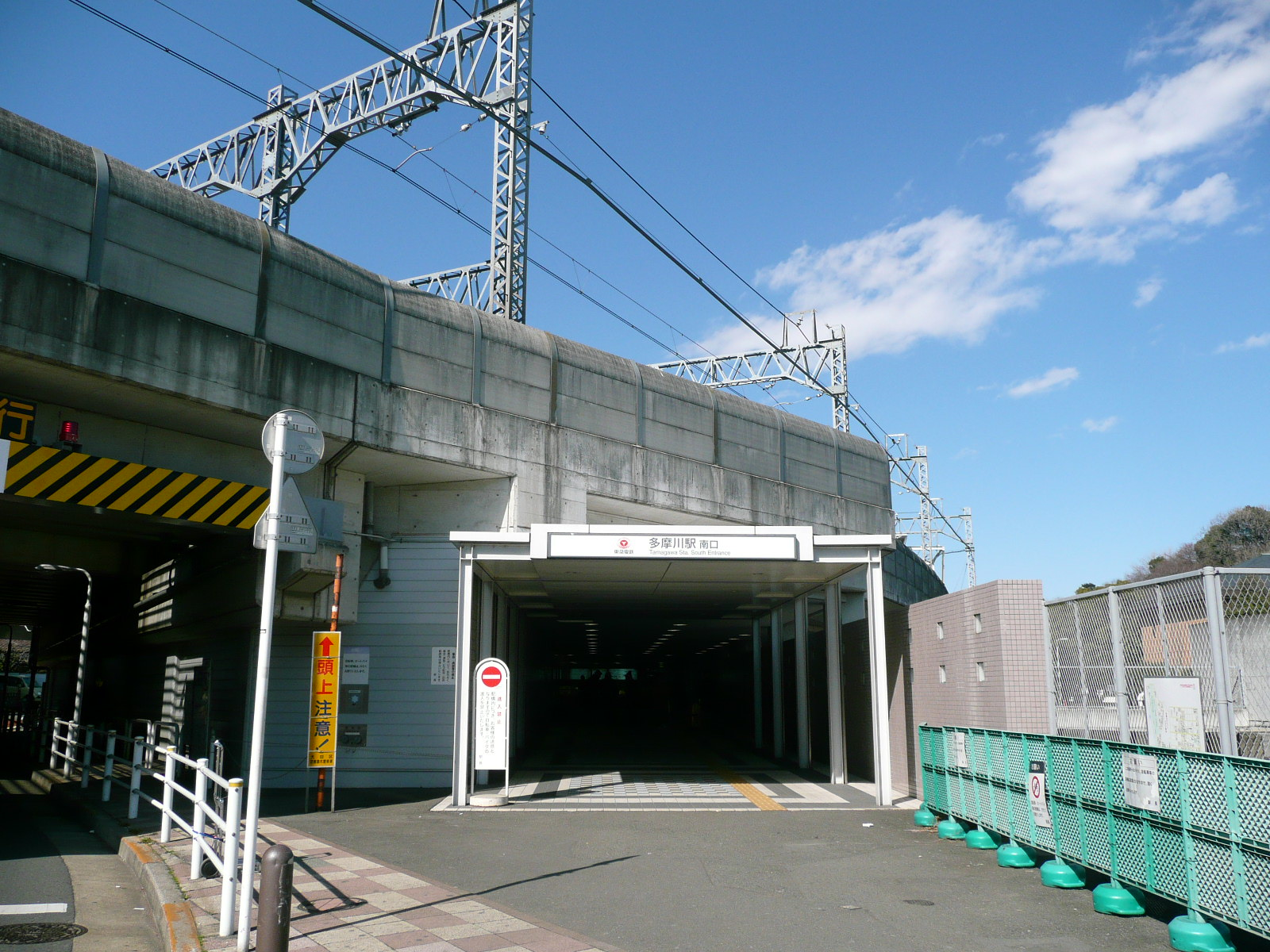
南口（2008年2月16日）

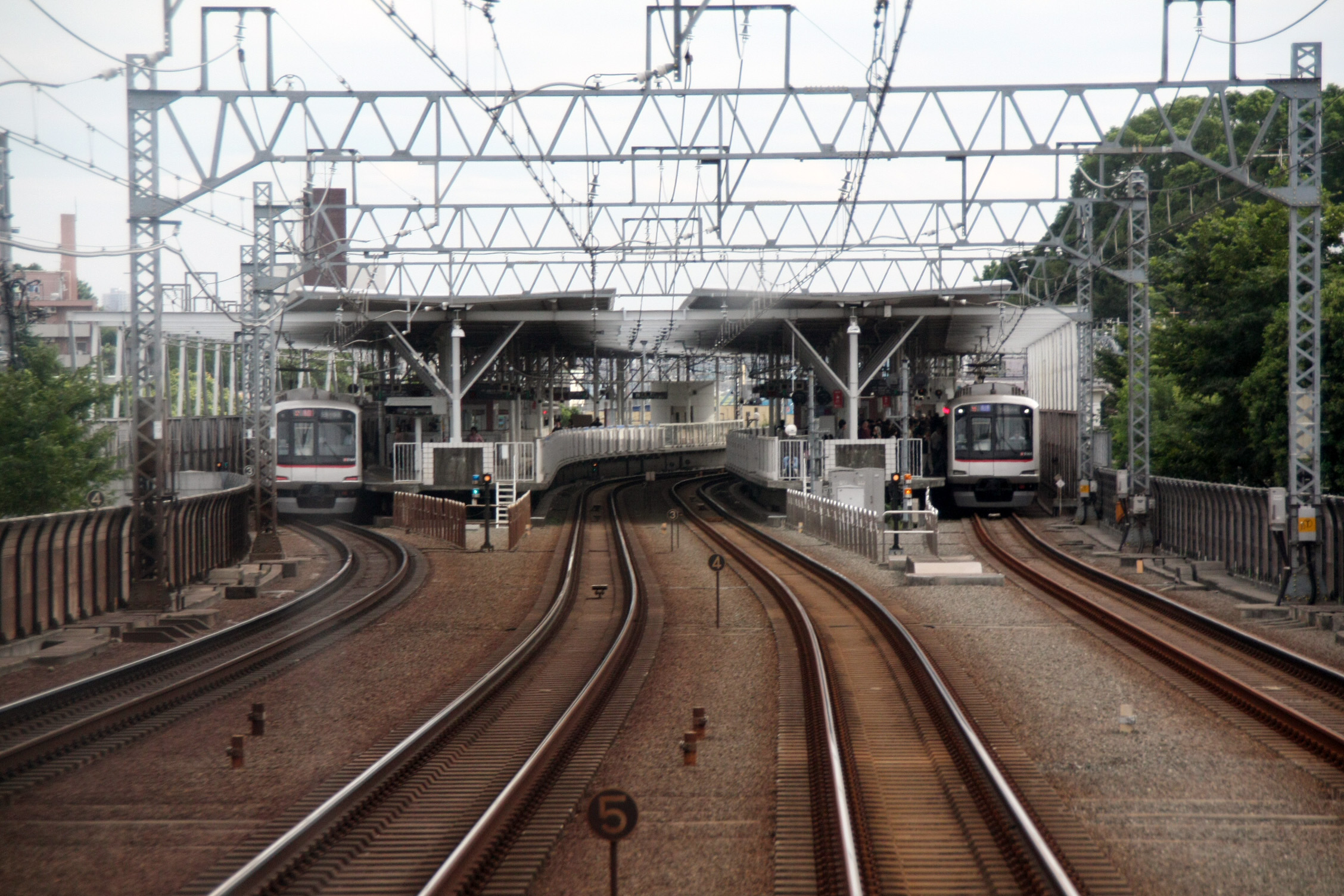
高架月台 （2008年9月27日）
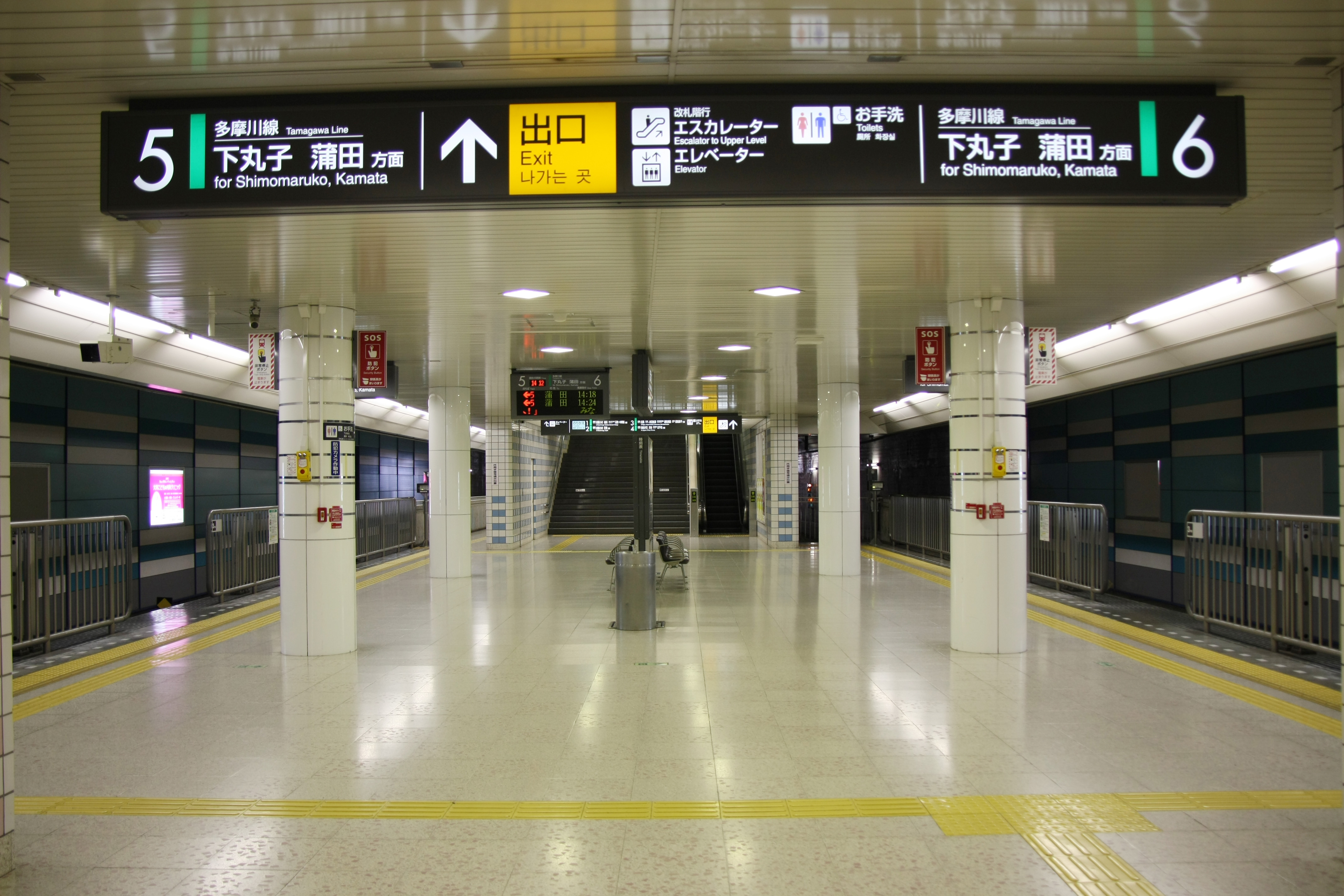
地下月台 （2008年10月4日）
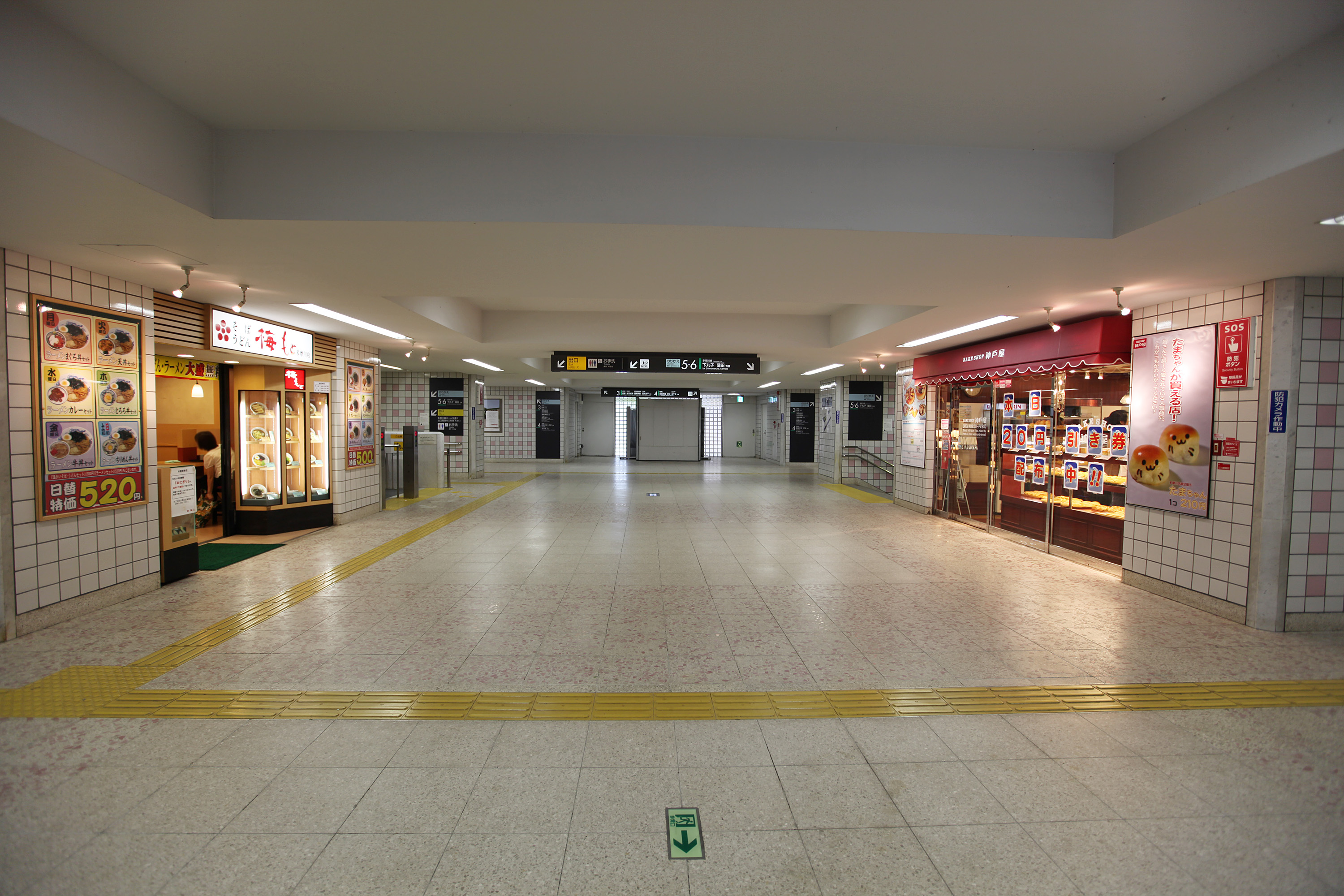
轉乘通道 （2010年8月21日）

### 站內設施
- LAWSON + toks - 付費區外與3、4號線月台[9]
- 梅もと（立食蕎麥麵店） - 付費區內[9]
- 神戶屋（麵包店） - 付費區內[9]

## 使用情況
各線2016年度一日平均上下車人次如下。
- 東橫線 - 14,709人
- 目黑線 - 3,745人
- 東急多摩川線 - 3,903人[15]

### 各年度1日平均上下車人次
近年1日平均上下車人次推移如下表。
| 年度               | 東橫線             | 東橫線 | 目黑線             | 目黑線 | 東急多摩川線       | 東急多摩川線 |
| 年度               | 1日平均 上下車人次 | 增長率 | 1日平均 上下車人次 | 增長率 | 1日平均 上下車人次 | 增長率       |
| ------------------ | ------------------ | ------ | ------------------ | ------ | ------------------ | ------------ |
| 2003年（平成15年） | 10,795             | 5.1%   | 2,093              | -0.3%  | 2,007              | 12.0%        |
| 2004年（平成16年） | 10,949             | 1.4%   | 2,153              | 2.9%   | 2,197              | 9.5%         |
| 2005年（平成17年） | 11,779             | 7.6%   | 2,289              | 6.3%   | 2,407              | 9.6%         |
| 2006年（平成18年） | 12,243             | 3.9%   | 2,292              | 0.1%   | 2,561              | 6.4%         |
| 2007年（平成19年） | 13,208             | 7.9%   | 2,618              | 14.2%  | 2,943              | 14.9%        |
| 2008年（平成20年） | 13,411             | 1.5%   | 2,884              | 10.2%  | 3,195              | 8.6%         |
| 2009年（平成21年） | 13,386             | -0.2%  | 3,056              | 6.0%   | 3,295              | 3.1%         |
| 2010年（平成22年） | 13,355             | -0.2%  | 3,027              | -0.9%  | 3,336              | 1.2%         |
| 2011年（平成23年） | 13,348             | -0.1%  | 3,004              | -0.8%  | 3,358              | 0.7%         |
| 2012年（平成24年） | 13,582             | 1.8%   | 3,131              | 4.2%   | 3,489              | 3.9%         |
| 2013年（平成25年） | 14,036             | 3.3%   | 3,359              | 7.3%   | 3,539              | 1.4%         |
| 2014年（平成26年） | 14,259             | 1.6%   | 3,439              | 2.4%   | 3,640              | 2.9%         |
| 2015年（平成27年） | 14,582             | 2.3%   | 3,627              | 5.5%   | 3,775              | 3.7%         |
| 2016年（平成28年） | 14,702             |        | 3,745              |        | 3,903              |              |
| 2017年（平成29年） | 14,901             | 1.3    | 3,873              | 3.4    | 4,082              | 4.6          |
| 2018年（平成30年） | 14,376             | -3.5   | 3,795              | -2.0   | 4,197              | 2.8          |
| 2019年（令和元年） | 14,146             | -1.6   | 3,789              | -0.2   | 4,120              | -1.8         |
| 2020年（令和2年）  | 9,094              | -35.7  | 2,630              | -30.6  | 2,740              | -33.5        |
| 2021年（令和3年）  | 10,342             | 13.7   | 2,981              | 13.3   | 2,927              | 6.8          |
| 2022年（令和4年）  | 11,539             | 11.6   | 3,318              | 11.3   | 3,157              | 7.8          |

### 各年度1日平均上車人次
近年一日平均上車人次如下表。
| 年度   | 東橫線 | 目蒲線 | 來源   |
| ------ | ------ | ------ | ------ |
| 1990年 | 15,929 | 13,285 | [ 19 ] |
| 1991年 | 16,096 | 13,331 | [ 20 ] |
| 1992年 | 15,137 | 12,014 | [ 21 ] |
| 1993年 | 14,649 | 11,693 | [ 22 ] |
| 1994年 | 4,263  | 1,493  | [ 23 ] |
| 1995年 | 4,150  | 1,497  | [ 24 ] |
| 1996年 | 4,145  | 1,375  | [ 25 ] |
| 1997年 | 4,296  | 1,340  | [ 26 ] |
| 1998年 | 4,271  | 1,290  | [ 27 ] |
| 1999年 | 4,311  | 1,260  | [ 28 ] |

| 年度   | 東橫線 | 目黑線 | 東急 多摩川線 | 來源   |
| ------ | ------ | ------ | ------------- | ------ |
| 2000年 | 4,395  | 844    | 712           | [ 29 ] |
| 2001年 | 4,616  | 1,162  | 838           | [ 30 ] |
| 2002年 | 5,129  | 1,074  | 942           | [ 31 ] |
| 2003年 | 5,492  | 1,087  | 1,090         | [ 32 ] |
| 2004年 | 5,745  | 1,175  | 1,195         | [ 33 ] |
| 2005年 | 6,096  | 1,170  | 1,289         | [ 34 ] |
| 2006年 | 6,351  | 1,181  | 1,375         | [ 35 ] |
| 2007年 | 6,809  | 1,352  | 1,533         | [ 36 ] |
| 2008年 | 6,918  | 1,488  | 1,652         | [ 37 ] |
| 2009年 | 6,907  | 1,581  | 1,704         | [ 38 ] |

## 車站周邊
車站周邊屬田園調布一丁目，是公園圍繞的第一種低層住居專用地域與第2種風致地區（页面存档备份，存于）組成的住宅區，沒有大型零售店。
- 多摩川台公園（日语：多摩川台公園）[41]
  - 龜甲山古墳（田園調布古墳群（日语：荏原台古墳群）之一）
- 田園調布潺潺公園（多摩川園遊園地、多摩川園網球俱樂部舊址）
- 多摩川淺間神社（日语：多摩川浅間神社）
- 田園調布郵便局
- 警視廳田園調布警察署（日语：田園調布警察署）（田園調布一丁目）
- 多摩川綠地廣場硬式棒球場（日语：多摩川緑地広場硬式野球場）（舊巨人軍多摩川球場）
- 丸子橋（日语：丸子橋）
- 東京都道2號東京丸子橫濱線（日语：東京都道2号東京丸子横浜線）（中原街道）

### 巴士路線

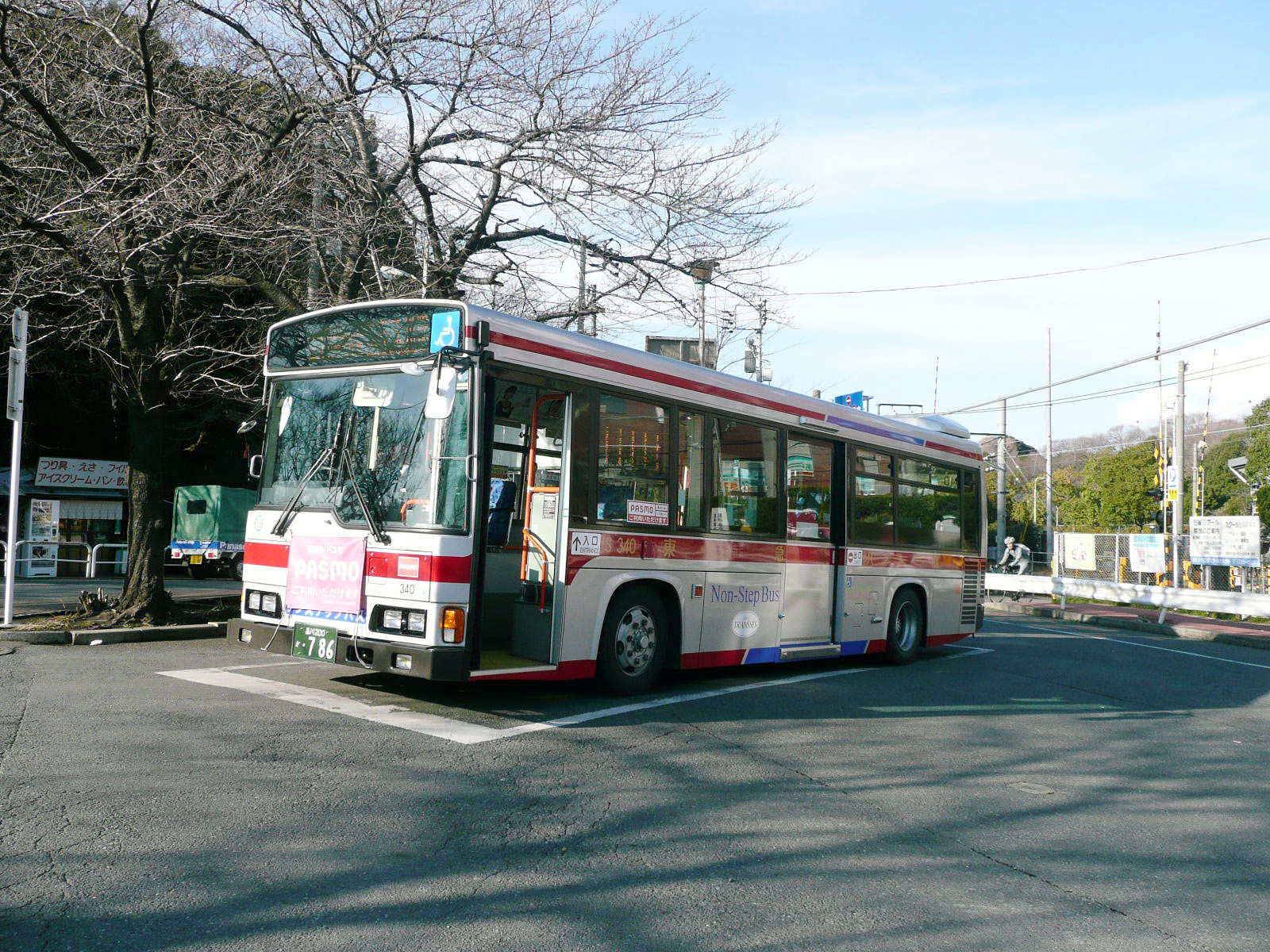
停靠多摩川站的東急巴士玉11系統（2008年2月10日）
左手邊是多摩川淺間神社，正面方向是田園調布潺潺公園。

站前道路狹窄，因此選擇在南口前方多摩堤通交差點附近的舊東急游泳學校停車場前設置廣場，站名為「多摩川園」，在車站更名後也改為「多摩川站」。本站可搭乘東急巴士運行的路線巴士。
- 玉11 - 經東急高爾夫公園多摩川前往二子玉川站 / 往瀨田營業所[42] / 往小杉站東口
- 多摩01 - 經都立大學站前往東京醫療中心（日语：国立病院機構東京医療センター）[42]
- 澀33 - 經都立大學站前往澀谷站（僅平日早晨）[42]

## 鄰接車站
東急電鐵
 東橫線
■特急、□通勤特急
通過
■急行
田園調布（TY08）－多摩川（TY09）－田園調布（TY11）
■各站停車
田園調布（TY08）－多摩川（TY09）－新丸子（TY10）
 目黑線
■急行
田園調布（MG08）－多摩川（MG09）－田園調布（MG11）
■各站停車
田園調布（MG08）－多摩川（MG09）－新丸子（MG10）
 東急多摩川線
多摩川（TM01）－沼部（TM02）

## 延伸閱讀
- 宮田道一. . JTBパブリッシング. 2008-09-01. ISBN 9784533071669.

## 外部連結
- 多摩川（各站資訊） - 東急電鐵